# Imabetsu
Imabetsu (今別町?) è una cittadina giapponese della prefettura di Aomori.